# Leishu

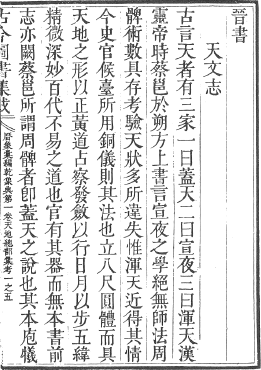
Uma página do Gujin Tushu Jicheng, o maior leishu já impresso.

O leishu (chinês tradicional: 類書, lit. ‘livros de categorias’) é um gênero de obras de referência compilados historicamente na China e em outros países do Leste Asiático. O termo é geralmente traduzido como "enciclopédia", embora os leishu sejam bastante distintos da noção moderna de enciclopédias.
Os leishu são muitas vezes compostos por longas citações de outras obras, em muitos casos contendo até mesmo cópias integrais de outras obras. As obras são classificadas por um conjunto sistemático de categorias, que por sua vez são subdivididas em subcategorias. Os Leishu podem ser considerados antologias, mas são enciclopédicas na medida em que que podem abranger todo o domínio do conhecimento no momento da compilação.
Aproximadamente 600 leishu foram compilados desde o início do século III até o século XVIII, dos quais 200 sobreviveram. O maior leishu já compilado foi a Enciclopédia Yongle de 1408, contendo cerca de 370 milhões de caracteres chineses, e o maior já impresso foi o Gujin Tushu Jicheng, contendo cerca de 100 milhões de caracteres e 852.408 páginas.

## História

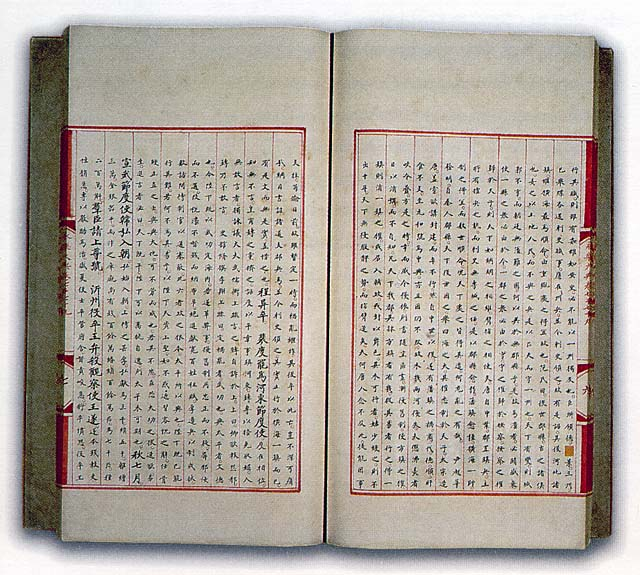
O Yongle Dadian, o maior leishu já compilado

O gênero apareceu pela primeira vez no início do século III. O leishu mais antigo já conhecido foi o Huanglan ("Espelho do imperador"), patrocinado pelo imperador de Cao Wei e compilado por volta de 220, mas perdeu-se ao longo da história. No entanto, o termo leishu só viria a ser usado na dinastia Song (960-1279).
Nas dinastias imperiais posteriores da China, como Ming e Qing, os imperadores patrocinaram projetos monumentais para compilar todo o conhecimento humano conhecido em um único leishu, onde obras integrais, em vez de trechos, eram copiadas e classificadas por categoria. O maior leishu já compilado, por ordem do Imperador Yongle de Ming, foi o Yongle Dadian, contendo aproximadamente 370 milhões de caracteres chineses. O projeto envolveu 2.169 acadêmicos, que trabalharam por quatro anos sob a supervisão do editor geral Yao Guangxiao. Foi concluído em 1408, mas nunca impresso, em função de escassez de recursos para tal.
O Qinding Gujin Tushu Jicheng é de longe o maior leishu já impresso, contendo cerca de 100 milhões de caracteres e 852.408 páginas. Foi compilado por uma equipe de estudiosos liderados por Chen Menglei, e impresso entre 1726 e 1728, durante a dinastia Qing.
As riyong leishu (enciclopédias para uso diário), contendo informações práticas para pessoas alfabetizadas (mas abaixo da elite confucionista) também foram compiladas durante as eras imperiais. Hoje, eles fornecem aos estudiosos informações valiosas sobre a cultura e o comportamento dos grupos que não faziam parte da elite.
De acordo com Jean-Pierre Diény, foi durante o reinado de Jiaqing (1796-1820) da dinastia Qing que os leishu deixaram de ser publicados.

## Em outros países

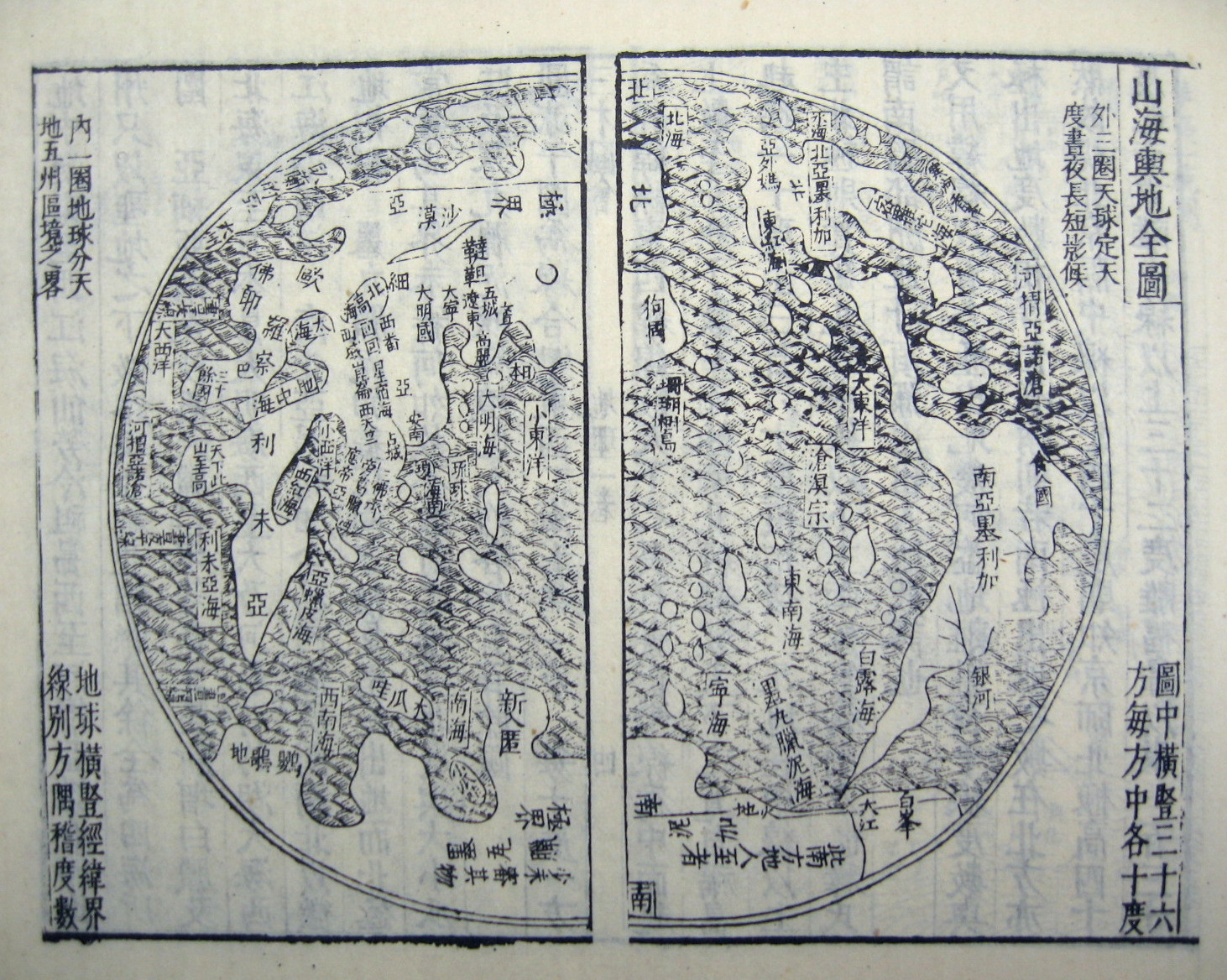
O mapa-múndi intitulado Shanhai Yudi Quantu, do Sancai Tuhui, um leishu ilustrado

Outros países da Ásia Oriental também adotaram o gênero leishu. Em 1712, o Sancai Tuhui, um leishu ricamente ilustrado compilado pelo estudioso Wang Qi (王圻) no início do século XVII, foi impresso no Japão como "Wakan Sansai Zue". A versão japonesa foi editada por Terajima Ryōan (寺島良安), um médico nascido em Osaka.

## Importância
Os leishu desempenharam um papel importante na preservação de obras antigas, muitas das quais foram perdidas e somente foram preservadas total ou parcialmente por estarem integradas em uma compilação de leishu. O Yiwen Leiju do século VII é um exemplo de leishu especialmente valioso. Ele contém trechos de 1.400 obras anteriores ao século VII, 90% das quais foram perdidas. Embora o Yongle Dadian esteja em grande parte perdido, os remanescentes constituem 385 livros completos cujos originais foram perdidos. O leishu também fornece uma visão única da transmissão de conhecimento e educação, e uma maneira fácil de localizar materiais tradicionais sobre qualquer assunto.

## Principais compilações
Aproximadamente 600 leishu foram compilados, desde o período Cao Wei (início do século III) até o século XVIII, dos quais 200 sobreviveram. Entre os mais importantes, em ordem cronológica, estão:
- Yiwen Leiju (Coleção de literatura organizada por categorias), compilada por Ouyang Xun;
- Beitang Shuchao (北堂书钞, Trechos de livros no Salão Norte), compilado por Yu Shinan ca. 630;
- Chuxue Ji (初學記, Escritos para instrução elementar), compilado por Xu Jian et al. entre 713 e 742;
- Taiping Yulan (Taiping Imperial Reader), compilado por Li Fang et al., publicado em 984;
- Cefu Yuangui (Modelos Notáveis do Depósito de Literatura), compilado por Wang Qinruo et al., concluído em 1013;
- Yuhai (玉海, Oceano de jade), compilado por Wang Yinglin 1330–40;
- Yongle Dadian, completo em 1408, o maior leishu já compilado;
- Qinding Gujin Tushu Jicheng, 1726–28, o maior leishu já impresso